# Cascade du Toce
La cascade du Toce ou la Frua (en italien : cascata del Toce, en dialecte Walser Frütt Fall) est une cascade située dans le nord de l'Italie, dans le Piémont. Elle est située près de Formazza sur le cours du Toce. La cascade mesure 143 mètres de hauteur.

## Description
Elle est considérée comme une des plus spectaculaires des Alpes. Hans von Berlepsch en parlait en disant « La plus belle et la plus puissante de toutes les Alpes ».

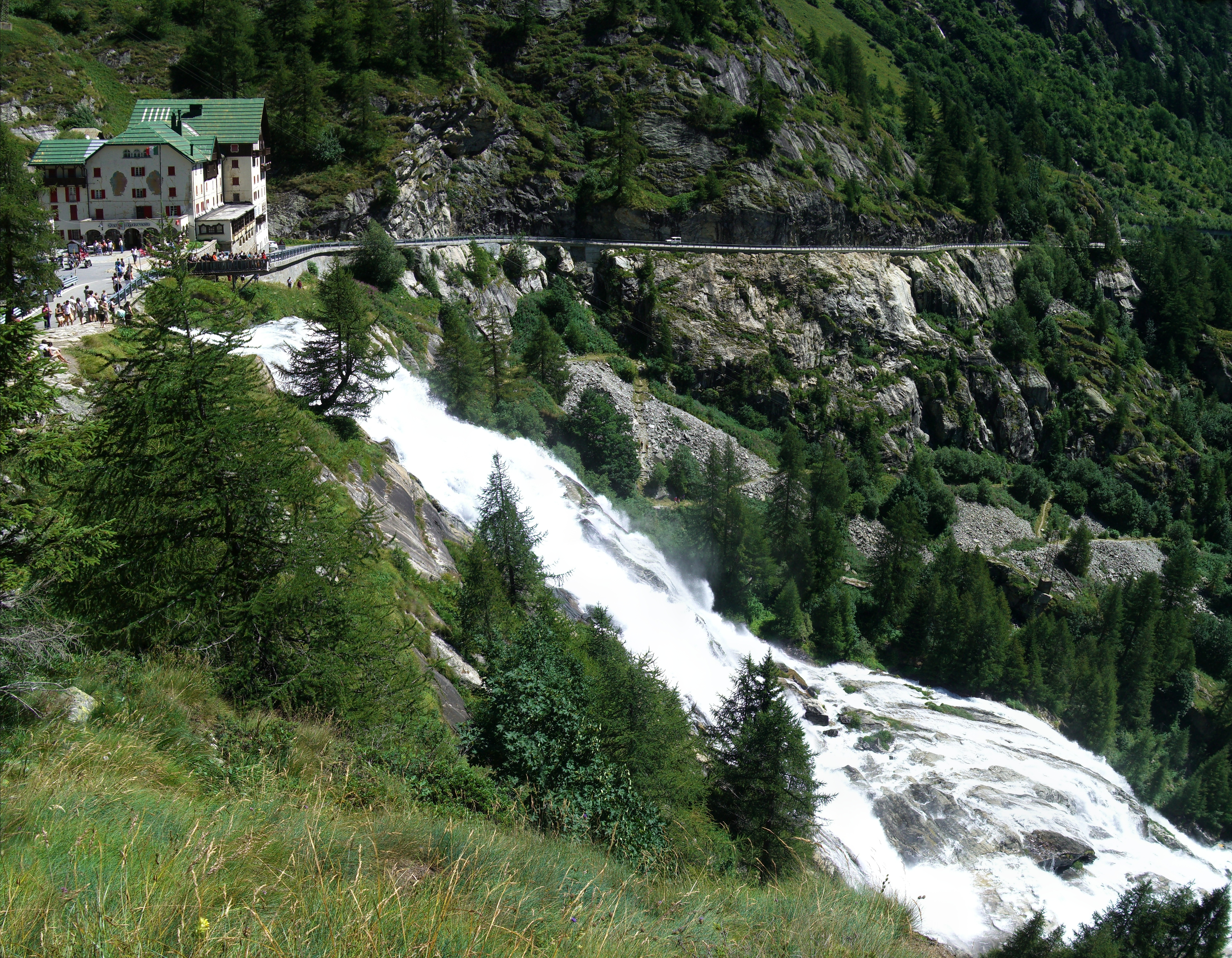
Cascade du Toce.

« La plus belle et la plus puissante de toutes les Alpes »

— Hans von Berlepsch

## Accès
Pour atteindre la cascade, il faut emprunter la route nationale 33 Sempione qui relie Milan à la frontière nationale d'Iselle. Une fois arrivé à Crevoladossola, il faut prendre la route nationale 659 de Valle Antigorio sur environ 40 km jusqu'à Valdo (Formazza), où commence la route ANAS 424 ex SS 659 de Valle Antigorio qui, après environ 8 km, mène à la cascade.

## Sport

### Cyclisme
Arrivée du Tour d'Italie :
| Année | Etape | Départ  | distance (km) | Vainqueur de l'étape | Maillot rose    |
| ----- | ----- | ------- | ------------- | -------------------- | --------------- |
| 2003  | 19e   | Canelli | 236           | Gilberto Simoni      | Gilberto Simoni |

## Sources
- (it) Cet article est partiellement ou en totalité issu de l’article de Wikipédia en italien intitulé « Cascata del Toce » (voir la liste des auteurs).